# Sainte-Juliette-sur-Viaur
Sainte-Juliette-sur-Viaur é uma comuna francesa na região administrativa de Occitânia, no departamento de Aveyron. Estende-se por uma área de 16,71 km². Em 2010 a comuna tinha 614 habitantes (densidade: 36,7 hab./km²).